# Натан Телла
На́тан Адева́ле Теміта́йо Те́лла (англ. Nathan Adewale Temitayo Tella; нар. 5 липня 1999, Стівенідж) — англійський і нігерійський футболіст, вінгер німецького клубу «Баєр 04» і збірної Нігерії.

## Клубна кар'єра

### Ранні роки
З 2007 по 2017 роки виступав за юнацьку команду «Арсенала». В лютому 2017 року проходив перегляд в юнацьких командах «Редінга» і «Норвіч Сіті», а в квітні того ж року приєднався до футбольної академії «Саутгемптона».

### «Саутгемптон»
В липні 2019 року продовжив контракт з клубом ще на рік, після чого уклав трирічну угоду у липні 2020 року.
19 червня 2020 року дебютував в основному складі «Саутгемптона», вийшовши на заміну Денні Інгзу в матчі Прем'єр-ліги проти клубу «Норвіч Сіті». 11 лютого 2021 року віддав першу гольову передачу в матчі п'ятого раунду Кубка Англії проти клубу «Вулвергемптон Вондерерз». 23 лютого вперше вийшов в основі в матчі Прем'єр-ліги проти клубу «Лідс Юнайтед». 15 травня забив свій перший гол в Прем'єр-лізі, відзначившись в матчі проти «Фулгема». Всього в сезоні 2020–21 зіграв за «Саутгемптон» 22 матчі, в яких забив 1 гол і віддав 2 результативні передачі.

#### Оренда в «Бернлі»
В серпні 2022 року відправився в оренду в клуб «Бернлі» до кінця сезону 2022–23. 12 серпня дебютував за «Бернлі», вийшовши на заміну Мануелю Бенсону в матчі Чемпіоншипу проти «Вотфорда». 20 серпня забив свої перші голи за клуб, відзначившись дублем в матчі чемпіонату проти «Блекпула». 11 лютого 2023 року зробив перший в своїй кар'єрі хет-трик в матчі проти «Престон Норт-Енд». 15 березня 2023 года оформив другий хет-трик за «Бернлі» в матчі проти «Галл Сіті». За підсумками сезону 2022–23 допоміг «Бернлі» виграти Чемпіоншип, забивши 17 голів в 39 матчах, і був включений до символічної «команди сезону» в Чемпіоншипі.

### «Баєр 04»
Сезон 2023–24 розпочав за «Саутгемптон» в Чемпіоншипі, однак вже 27 серпня 2023 року перейшов в німецький клуб «Баєр 04», підписавши 5-річний контракт. Сума трансферу становила 20 млн фунтів. Дебютував в складі «Баєра 04» 2 вересня, вийшовши на заміну Жеремі Фрімпонгу в матчі Бундесліги проти клубу «Дармштадт 98». 21 вересня дебютував в єврокубках в матчі групового етапу Ліги Європи УЄФА проти «Геккена». 5 жовтня забив перший гол за «Баєр 04» в матчі Ліги Європи проти «Молде». Свій перший м'яч в Бундеслізі забив 12 листопада в матчі проти «Уніона». 3 лютого 2024 року оформив свій перший дубль в Бундеслізі, відзначившись в матчі проти «Дармштадт 98». Всього в своєму дебютному сезоні за «Баєр 04» забив 6 голів в 40 матчах, допомігши команді стати вперше в історії чемпіоном Німмеччини, а також виграти Кубок Німеччини, таким чином зробивши «золотий дубль». Окрім цього разом з «Баєром 04» дійшов до фіналу Ліги Європи, де його команда у підсумку поступилась італійській «Аталанті».
17 серпня 2024 року грав у матчі за Суперкубок Німеччини, допомігши своїй команнді перемогти «Штутгарт» у серії післяматчевих пенальті. 1 жовтня того ж року в поєдинку проти італійського «Мілана» дебютував у Лізі чемпіонів УЄФА.

## Кар'єра в збірній
10 листопада 2023 года вперше викликаний до збірної Нігерії головним тренером Жозе Пезейру для участі в матчах відбіркового турніру до чемпіонату світу 2026 проти збірних Лесото і Зімбабве. Дебютував 19 листопада в матчі проти Зімбабве, вийшовши на матч в стартовому складі, і був замінений у перерві. 20 грудня був включений до попередньої заявки збірної Нігерії для участі в матчах фінальної частини Кубка африканських націй 2023 року, однак до остаточної заявки не потрапив і на турнір не поїхав.

## Статистика виступів

### Клубна статистика
Станом на 15 серпня 2025 
| Клуб              | Сезон             | Чемпіонат         | Чемпіонат | Чемпіонат | Кубок | Кубок | Кубок ліги | Кубок ліги | Єврокубки | Єврокубки | Інші  | Інші | Всього | Всього |
| Клуб              | Сезон             | Дивізіон          | Матчі     | Голи      | Матчі | Голи  | Матчі      | Голи       | Матчі     | Голи      | Матчі | Голи | Матчі  | Голи   |
| ----------------- | ----------------- | ----------------- | --------- | --------- | ----- | ----- | ---------- | ---------- | --------- | --------- | ----- | ---- | ------ | ------ |
| Саутгемптон       | 2019–20           | Прем'єр-ліга      | 1         | 0         | 0     | 0     | 0          | 0          | —         | —         | —     | —    | 1      | 0      |
| Саутгемптон       | 2020–21           | Прем'єр-ліга      | 18        | 1         | 3     | 0     | 1          | 0          | —         | —         | —     | —    | 22     | 1      |
| Саутгемптон       | 2021–22           | Прем'єр-ліга      | 14        | 0         | 1     | 0     | 3          | 1          | —         | —         | —     | —    | 18     | 1      |
| Саутгемптон       | 2023–24           | Чемпіоншип        | 3         | 1         | 0     | 0     | 0          | 0          | —         | —         | —     | —    | 3      | 1      |
| Саутгемптон       | Всього            | Всього            | 36        | 2         | 4     | 0     | 4          | 1          | —         | —         | —     | —    | 44     | 3      |
| → Бернлі          | 2022–23           | Чемпіоншип        | 39        | 17        | 5     | 2     | 1          | 0          | —         | —         | —     | —    | 45     | 19     |
| Баєр 04           | 2023–24           | Бундесліга        | 24        | 5         | 4     | 0     | —          | —          | 11        | 1         | —     | —    | 39     | 6      |
| Баєр 04           | 2024–25           | Бундесліга        | 27        | 2         | 5     | 1     | —          | —          | 7         | 1         | 1     | 0    | 40     | 4      |
| Баєр 04           | 2025–26           | Бундесліга        | 0         | 0         | 1     | 0     | —          | —          | 0         | 0         | 0     | 0    | 1      | 0      |
| Баєр 04           | Всього            | Всього            | 51        | 7         | 10    | 1     | 0          | 0          | 18        | 2         | 1     | 0    | 80     | 10     |
| Всього за кар'єру | Всього за кар'єру | Всього за кар'єру | 126       | 26        | 19    | 3     | 5          | 1          | 18        | 2         | 1     | 0    | 169    | 32     |

1. ↑  Кубок Англії, Кубок Німеччини
2. ↑  Кубок Футбольної ліги
3. ↑  Матчі в Лізі Європи УЄФА
4. ↑  Матчі в Лізі чемпіонів УЄФА
5. ↑  Матчі в Суперкубку Німеччини

### Міжнародна статистика
Станом на 31 травня 2025
| Збірна            | Сезон             | Товариські | Товариські | Офіційні | Офіційні | Всього | Всього |
| Збірна            | Сезон             | Матчі      | Голи       | Матчі    | Голи     | Матчі  | Голи   |
| ----------------- | ----------------- | ---------- | ---------- | -------- | -------- | ------ | ------ |
| Нігерія           |                   |            |            |          |          |        |        |
| 2023              | 0                 | 0          | 1          | 0        | 1        | 0      |        |
| 2024              | 0                 | 0          | 0          | 0        | 0        | 0      |        |
| 2025              | 1                 | 0          | 0          | 0        | 1        | 0      |        |
| Всього за кар'єру | Всього за кар'єру | 1          | 0          | 1        | 0        | 2      | 0      |

### Матчі за збірну
Станом на 31 травня 2025
| Матчі Натана Телли за збірну Нігерії | Матчі Натана Телли за збірну Нігерії | Матчі Натана Телли за збірну Нігерії | Матчі Натана Телли за збірну Нігерії | Матчі Натана Телли за збірну Нігерії | Матчі Натана Телли за збірну Нігерії | Матчі Натана Телли за збірну Нігерії | Матчі Натана Телли за збірну Нігерії |
| №                                    | Дата                                 | Суперник                             | Рахунок                              | Голи                                 | Картки                               | Хвилини                              | Змагання                             |
| ------------------------------------ | ------------------------------------ | ------------------------------------ | ------------------------------------ | ------------------------------------ | ------------------------------------ | ------------------------------------ | ------------------------------------ |
| 1                                    | 19 листопада 2023                    | Зімбабве                             | 1–1                                  |                                      |                                      | 45'                                  | Відбіркові матчі КАН-2023            |
| 2                                    | 31 травня 2025                       | Ямайка                               | 2–2 (пен. 5–4)                       |                                      |                                      | 65'                                  | Товариський матч                     |

Всього: 2 матчі / 0 голів; 1 перемога, 1 нічия, 0 поразок.

## Досягнення

### Командні досягнення
«Бернлі»
- Переможець Чемпіоншипу: 2022–23[41]

«Баєр 04»
- Чемпіон Німеччини: 2023–24[42]
- Володар Кубка Німеччини: 2023–24[43]
- Володар Суперкубка Німеччини: 2024[44]

### Особисті досягнення
- Гравець місяця Чемпіоншипу за версією вболівальників ПФА: березень 2023[45]

- Включений до «команди сезону» Футбольної ліги Англії: 2022–23[46]

- Включений до «команди року» за версією ПФА: 2022–23 (Чемпіоншип)[47]